# Dobrá Niva
Dobrá Niva (bis 1927 slowakisch auch „Dobronivá“; deutsch Döbring, ungarisch Dobronya – älter auch Dobrona) ist eine Gemeinde in der Mittelslowakei. Sie liegt am Flüsschen Neresnica zwischen den Schemnitzer Bergen und Javorie-Gebirge, 13 km südlich von Zvolen entfernt.
Die erste schriftliche Erwähnung erfolgte 1254 als Dobruna.

## Bevölkerung
| Jahr                | 1994 | 2004    | 2014    | 2024    |
| ------------------- | ---- | ------- | ------- | ------- |
| Anzahl der Personen | 1755 | 1796    | 1860    | 1822    |
| Unterschied         |      | +2,33 % | +3,56 % | −2,04 % |

| Jahr                | 2023 | 2024    |
| ------------------- | ---- | ------- |
| Anzahl der Personen | 1852 | 1822    |
| Unterschied         |      | −1,61 % |

## Allgemein und Infrastruktur
Die Gemeinde liegt an der Europastraße 77 (Pskow-Budapest) und verfügt über einen Bahnanschluss, an dem mehrmals täglich ein Regionalzug Richtung Zvolen fährt. Ab hier gibt es Umstiegsmöglichkeiten nach Bratislava.

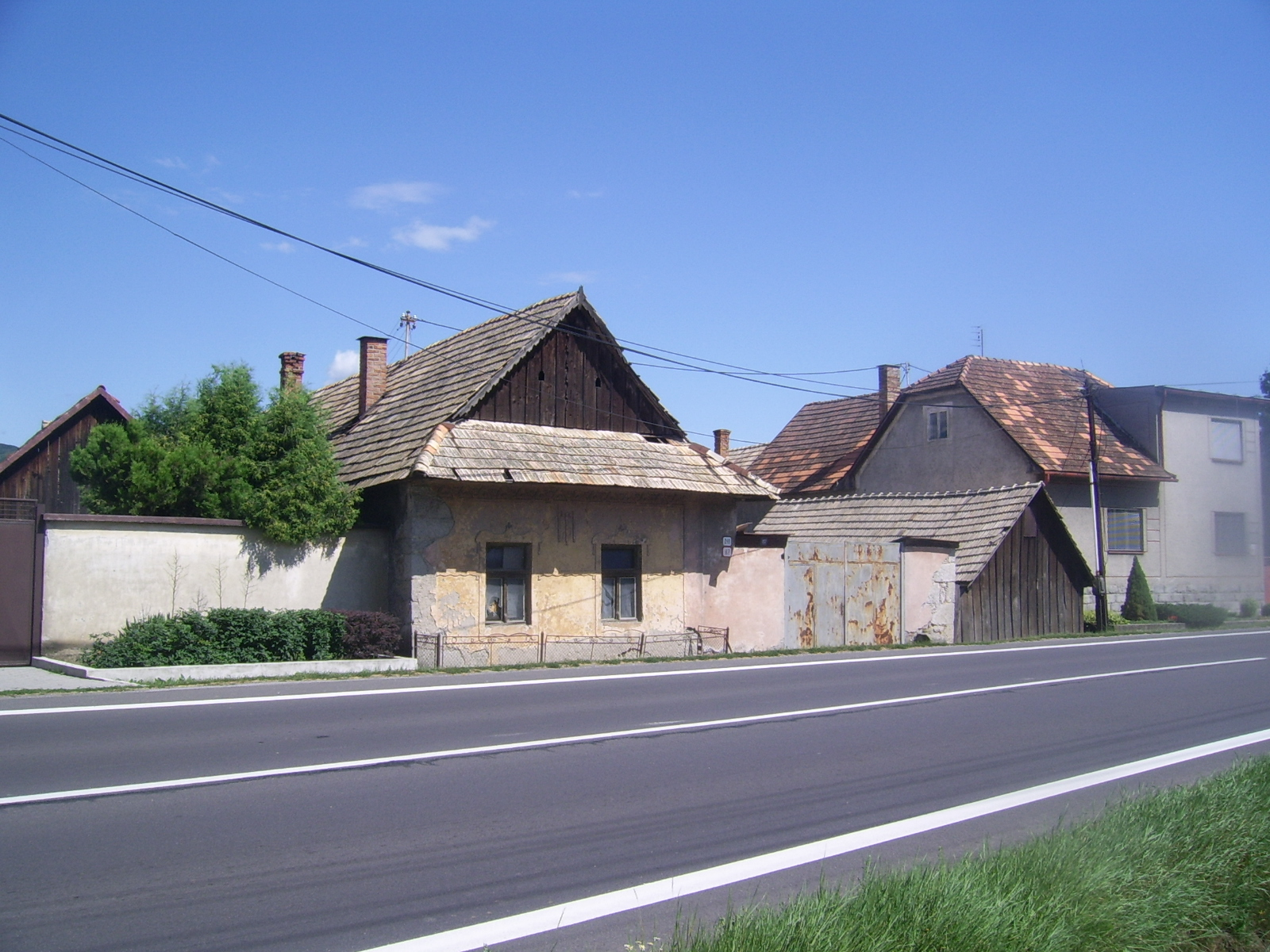
Häuser in Dobrá Niva

## Persönlichkeiten
- Juraj Slávik (1890–1969), tschechoslowakischer Jurist, Diplomat und Politiker